# Electron (geslacht)
Electron is een geslacht van vogels uit de familie motmots (Momotidae).

## Soorten
Het geslacht kent de volgende soorten:
- Electron carinatum – Kielsnavelmotmot
- Electron platyrhynchum – Breedsnavelmotmot